# Ropa de cama (animales)

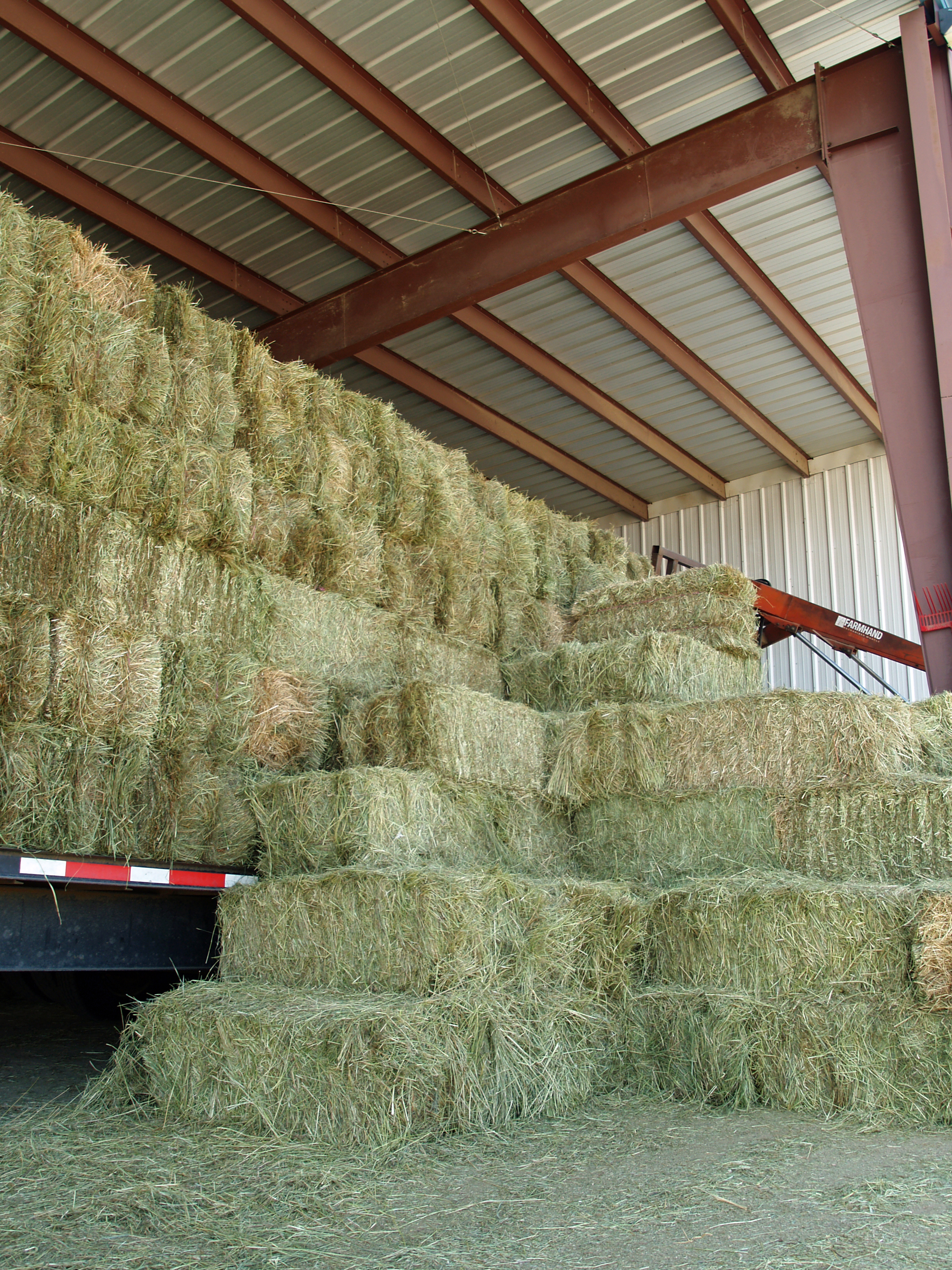
Heno es un material común para las camas de los animales.

La ropa de cama, en la etología y la cría de animales, es material, generalmente orgánico, utilizado por los animales para mantener a sus cuerpos en estado de reposo o en cualquier otro. Reduce la presión sobre la piel, la pérdida de calor y la contaminación por los residuos producidos por el propio animal o de los que comparte el espacio vital.
Existen diferentes tipos de ropa de cama:
- Minerales: arena, tierra arcillosa o gel de sílice.
- Vegetales: paja, madera, cáñamo, lino, maíz, algodón, turba, celulosa o heno.
- Papel reciclado: papel prensa.
- Plástico.